# Dom Darreh Hūmīān
Dom Darreh Hūmīān (persiska: دم درّه, دم دره هومیان) är en ort i Iran.   Den ligger i provinsen Lorestan, i den västra delen av landet, 400 km sydväst om huvudstaden Teheran. Dom Darreh Hūmīān ligger 1 432 meter över havet och antalet invånare är 176.
Terrängen runt Dom Darreh Hūmīān är kuperad.Runt Dom Darreh Hūmīān är det ganska tätbefolkat, med 52 invånare per kvadratkilometer. Närmaste större samhälle är Kūhdasht, 16,4 km söder om Dom Darreh Hūmīān. Omgivningarna runt Dom Darreh Hūmīān är i huvudsak ett öppet busklandskap.